# NGC 4981
NGC 4981 је спирална галаксија у сазвежђу Девица која се налази на NGC листи објеката дубоког неба.
Деклинација објекта је - 6° 46' 39" а ректасцензија 13h 8m 48,7s. Привидна величина (магнитуда) објекта NGC 4981 износи 11,4 а фотографска магнитуда 12,2. Налази се на удаљености од 25,050 милиона парсека од Сунца. NGC 4981 је још познат и под ознакама MCG -1-34-3, IRAS 13062-0630, PGC 45574.